# Sterna
Sterna – rodzaj ptaków z podrodziny rybitw (Sterninae) w rodzinie mewowatych (Laridae).

## Zasięg występowania
Rodzaj obejmuje gatunki występujące na całym świecie oprócz obszarów antarktycznych.

## Morfologia
Długość ciała 32–46 cm, rozpiętość skrzydeł 71–86 cm; masa ciała 78–205 g.

## Systematyka

### Etymologia
- Sterna: staroang. nazwa Stern, Stearn lub Starn dla rybitwy czarnej (por. szw. Tärna; norw. Terne)[10].
- Chelido: gr. χελιδων khelidōn,  χελιδονος khelidonos „jaskółka”[11]. Nowa nazwa dla Sterna Linnaeus, 1758.
- Thalassaea: gr. θαλασσειος thalasseios „z morza, morski”, od θαλασσα thalassa, θαλασσης thalassēs „morze”[12]. Gatunek typowy: Sterna dougallii Montagu, 1813.
- Seena: epitet gatunkowy Sterna seena Sykes, 1833[a]; hindi seena „rzeka” (także imię dla dziewczyny)[13]. Gatunek typowy: Sterna seena Sykes, 1833 (= Sterna aurantia J.E. Gray, 1831).
- Gygisterna: zbitka wyrazowa nazw rodzajów: Gygis Wagler, 1832 (rybitwa) oraz Sterna Linnaeus, 1758 (rybitwa)[14]. Gatunek typowy: Sterna sumatrana kempi Mathews, 1912 (= Sterna sumatrana Raffles, 1822).
- Potamochelidon: gr. ποταμος potamos „rzeka”; χελιδων khelidōn,  χελιδονος khelidonos „jaskółka”[15]. Nazwa zastępcza dla Seena Blyth, 1852 ze względu na puryzm.
- Pseudosterna: gr. ψευδος pseudos „fałszywy”; rodzaj Sterna Linnaeus, 1758 (rybitwa)[16]. Gatunek typowy: †Pseudosterna degener Mercerat, 1897.

### Podział systematyczny
Do rodzaju należą następujące gatunki:
- Sterna aurantia J.E. Gray, 1831 – rybitwa indyjska
- Sterna dougallii Montagu, 1813 – rybitwa różowa
- Sterna striata J.F. Gmelin, 1789 – rybitwa maoryska
- Sterna sumatrana Raffles, 1822 – rybitwa równikowa
- Sterna hirundinacea Lesson, 1831 – rybitwa jaskółcza
- Sterna hirundo Linnaeus, 1758 – rybitwa rzeczna
- Sterna repressa E. Hartert, 1916 – rybitwa arabska
- Sterna paradisaea Pontoppidan, 1763 – rybitwa popielata
- Sterna vittata J.F. Gmelin, 1789 – rybitwa antarktyczna
- Sterna virgata Cabanis, 1875 – rybitwa kergueleńska
- Sterna forsteri Nuttall, 1834 – rybitwa czarnoucha
- Sterna trudeaui Audubon, 1838 – rybitwa maskowa
- Sterna acuticauda J.E. Gray, 1831 – rybitwa czarnobrzucha